# 安代温泉
安代温泉（あんだいおんせん）は、長野県下高井郡山ノ内町大字平穏字安代の湯田中渋温泉郷にある温泉。

## 泉質
- 単純温泉、塩化物泉など
  - 源泉温度97℃など

## 温泉街
横湯川の黒川橋上流の河川敷両岸に位置する温泉街。渋温泉のすぐとなりで、渋温泉との区切りは判り難いが、字で分かれている。
当地に宿泊すると、一般には開放していない安代大湯、開花湯の2軒の共同浴場へも入浴することも出来る。

## 歴史
1705年（宝永2年）、横湯川の河川敷に湯屋を作ったと伝えられる。

## 交通アクセス
鉄道：JR東日本長野駅より長電バス（急行 志賀高原線）で40分、上林温泉入口下車徒歩15分。
鉄道：長野電鉄湯田中駅より長電バス（志賀高原方面行き／上林温泉行き）で約5分、安代温泉下車。
道路：上信越自動車道信州中野ICより国道292号沓野・渋ICすぐ。
徒歩：渋温泉より3分、沓野温泉より10分、湯田中温泉より10分。